# 3. deild Wysp Owczych (1986)
W roku 1986 odbyła się 11. edycja 3. deild Wysp Owczych – trzeciej ligi piłki nożnej Wysp Owczych. W rozgrywkach brało udział 8 klubów z całego archipelagu. Klub z pierwszego miejsca awansował do 2. deild. W sezonie 1986 był to B71 Sandoy. Kluby z ostatnich miejsc spadał do 4. deild, a w roku 1986 był to HB III Tórshavn.

## Uczestnicy
| Uczestnicy 3. deild Wysp Owczych 1986                                                                         | Uczestnicy 3. deild Wysp Owczych 1986 | Uczestnicy 3. deild Wysp Owczych 1986 | Uczestnicy 3. deild Wysp Owczych 1986 |
| --- | ------------------------------------- | ------------------------------------- | ------------------------------------- |
| B68 II | B68 II Toftir                         |                                       |                                       |
| B71 | B71 Sandoy                            |                                       |                                       |
| HBIII | HB III Tórshavn                       |                                       |                                       |
| ÍFS | ÍF Streymur                           |                                       |                                       |
| SÍ | SÍ Sørvágur                           |                                       |                                       |
| SKÁ | Skála ÍF                              |                                       |                                       |
| TB II | TB II Tvøroyri                        |                                       |                                       |
| Spadek z 1. deild Wysp Owczych 1985                                                                           |                                       |                                       |                                       |
| Fram | Fram Tórshavn                         | 8                                     |                                       |
| Oznaczenia: - kolumna pierwsza – skróty nazw drużyn, - kolumna trzecia – miejsce zajęte w poprzednim sezonie. |                                       |                                       |                                       |

## Tabela ligowa
| Lp. | Drużyna             | M  | Z  | R | P  | Bramki | Bramki | Różn. | Pkt | Uwagi              |
| --- | ------------------- | -- | -- | - | -- | ------ | ------ | ----- | --- | ------------------ |
| 1   | B71 Sandoy (M) (A)  | 14 | 10 | 3 | 1  | 41     | 9      | +32   | 23  | Awans do 2. deild  |
| 2   | SÍ Sørvágur         | 14 | 7  | 5 | 2  | 41     | 15     | +26   | 19  |                    |
| 3   | B68 II Toftir       | 14 | 5  | 6 | 3  | 23     | 16     | +7    | 16  |                    |
| 4   | ÍF Streymur         | 14 | 7  | 1 | 6  | 40     | 23     | +17   | 15  |                    |
| 5   | Fram Tórshavn       | 14 | 5  | 5 | 4  | 27     | 16     | +11   | 15  |                    |
| 6   | Skála ÍF            | 14 | 5  | 3 | 6  | 36     | 24     | +12   | 13  |                    |
| 7   | TB II Tvøroyri      | 14 | 5  | 1 | 8  | 15     | 40     | −25   | 11  |                    |
| 8   | HB III Tórshavn (S) | 14 | 0  | 0 | 14 | 10     | 90     | −80   | 0   | Spadek do 4. deild |